# Ułus ojmiakoński
Ułus ojmiakoński (ros. Оймяконский улус, jakuc. Өймөкөөн улууhа) – ułus (jednostka podziału administracyjnego w rosyjskiej Jakucji, odpowiadająca rejonowi w innych częściach Rosji) we wschodniej części położonej na Syberii autonomicznej rosyjskiej republiki Jakucji.
Ułus ma powierzchnię ok. 32,2 tys. km²; na jego obszarze żyje ok. 29,5 tys. osób, zamieszkujących w 41 osadach.
Ośrodkiem administracyjnym ułusu jest osiedle typu miejskiego Ust´-Niera. Nazwa ułusu pochodzi od położonej na jego obszarze miejscowości Ojmiakon, która jest znana jako najzimniejszy punkt północnej półkuli – 26 stycznia 1926 r. zanotowano tu temperaturę –71,2 °C.
Na terenie ułusu istnieje rozwinięte górnictwo, zwłaszcza złota.